# 아이폰 SE (1세대)

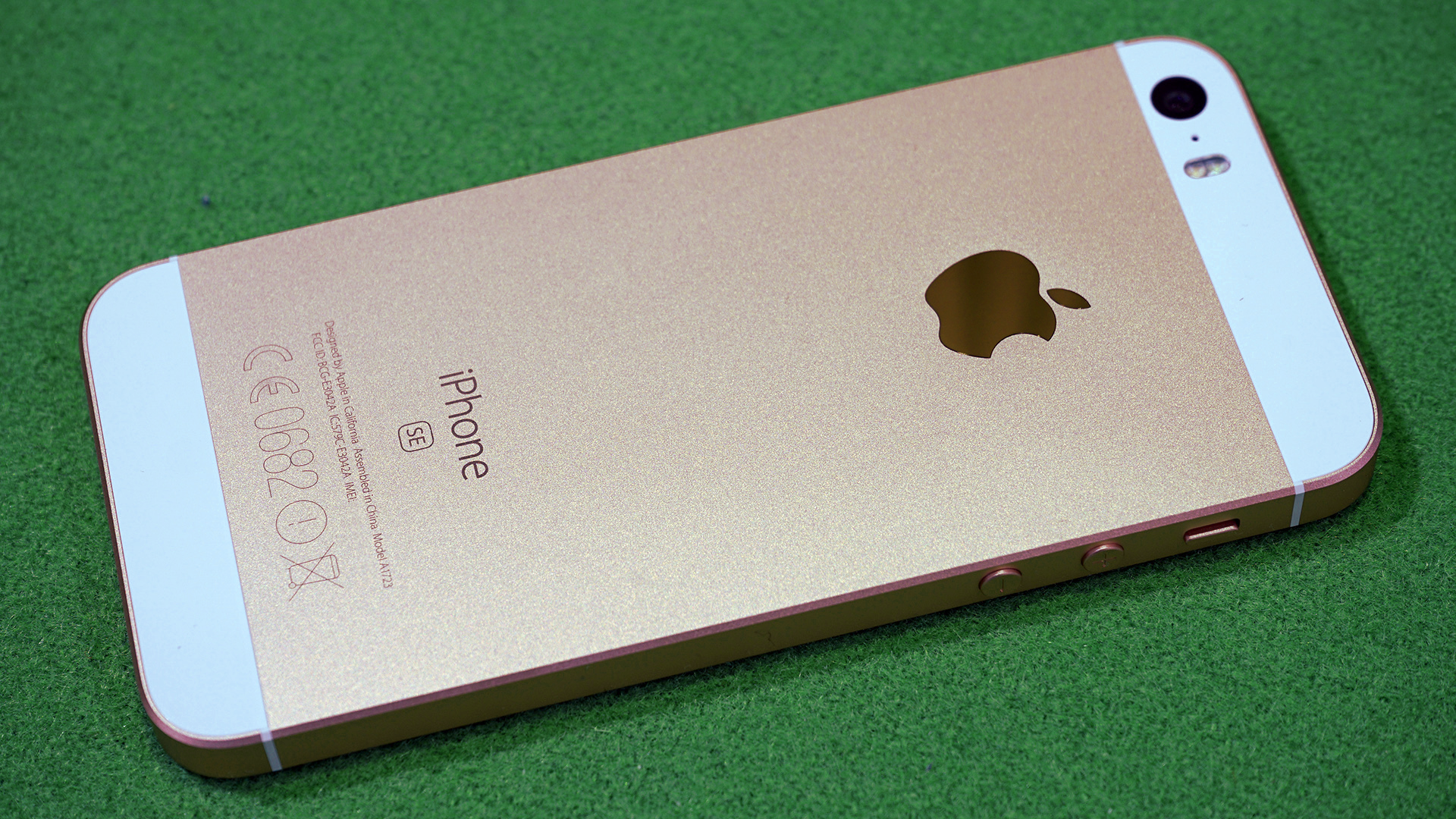
로즈 골드 컬러의 아이폰 SE의 후면.

애플 아이폰 SE(iPhone SE, Apple iPhone Special Edition)는 페가트론과 폭스콘이 제조하고, 애플이 설계, 판매 중인 iOS 스마트폰으로, 2016년 3월 21일(미국시간 기준) 미국 샌프란시스코 빌 그라햄 시민 오디토리엄에서 발표되었고, 2016년 3월 31일 출시되었다. 2017년 3월 24일 32 GB 및 128 GB 용량으로 재출시되었다.
아이폰 5s와 아이폰 5c 이후 애플이 3년 만에 다시 출시하는 4인치 아이폰이다. 아이폰 SE는 아이폰 5s와 동일한 디자인을 채택했으며, A9 프로세서, 2GB 램, 후면 카메라는 아이폰 6S와 동일하며 그 외 모든 사항은 아이폰 5s와 같다.
애플의 수석 부사장이자 하드웨어 엔지니어링 총괄인 필 쉴러의 말에 따르면, SE는 Special Edition의 약자라고 한다.
성능 대비 비싼 가격때문에 판매량은 아이폰 6의 3%라는 매우 저조한 성적을 기록했다.
후속 모델인 아이폰 SE (2세대)가 2020년 4월 15일 발표되었으며, 2020년 4월 24일 출시되었다.

## 색상
| 색 | 이름            | 전면   |
| -- | --------------- | ------ |
|    | 스페이스 그레이 | 블랙   |
|    | 실버            | 화이트 |
|    | 골드            | 화이트 |
|    | 로즈 골드       | 화이트 |

## 출시 국가
| 국가                          |                              |
| 1차 출시국 (2016년 3월 31일)  | 1차 출시국 (2016년 3월 31일) |
| ----------------------------- | ---------------------------- |
| 미국                          |                              |
| 영국                          |                              |
| 프랑스                        |                              |
| 독일                          |                              |
| 일본                          |                              |
| 오스트레일리아                |                              |
| 캐나다                        |                              |
| 러시아                        |                              |
| 앙골라                        |                              |
| 홍콩                          |                              |
| 뉴질랜드                      |                              |
| 푸에르토리코                  |                              |
| 중화인민공화국                |                              |
| 싱가포르                      |                              |
| 2차 출시국 (2016년 4월 5일)   |                              |
| 오스트리아                    |                              |
| 이탈리아                      |                              |
| 아랍에미리트                  |                              |
| 3차 출시국 (2016년 4월 6일)   |                              |
| 인도                          |                              |
| 스위스                        |                              |
| 세르비아                      |                              |
| 4차 출시국 (2016년 4월 7일)   |                              |
| 중화민국                      |                              |
| 5차 출시국 (2016년 4월 8일)   |                              |
| 아일랜드                      |                              |
| 6차 출시국 (2016년 4월 21일)  |                              |
| 이스라엘                      |                              |
| 7차 출시국 (2016년 4월 26일)  |                              |
| 콜롬비아                      |                              |
| 멕시코                        |                              |
| 8차 출시국 (2016년 5월 5일)   |                              |
| 벨라루스                      |                              |
| 9차 출시국 (2016년 5월 11일)  |                              |
| 태국                          |                              |
| 칠레                          |                              |
| 대한민국                      |                              |
| 말레이시아                    |                              |
| 10차 출시국 (2016년 5월 28일) |                              |
| 필리핀                        |                              |

## 같이 보기
- IOS 및 iPadOS 제품 목록
- 스마트폰 비교
- 아이폰